# Månhälsningen
Månhälsningen (sanskrit: Chandra Namaskar) är en variant av Solhälsningen. Den skapades i slutet av 1900-talet. Månhälsningen  representerar månen (Ida Nadi) och symboliserar den feminina energin i kroppen. Sekvensen förknippas med Yang Yoga. I sekvensen är fokus på flödet mellan asanas snarare än på utförandet av dessa.
Till skillnad från Solhälsningen (Surya Namaskar) som fokuserar på värme och energi så är syftet med Månhälsningen att fokusera på lugn och balans. Månhälsningen är tänkt att utföras på kvällen, under månens sken. En annan skillnad är att utövaren i Solhälsningen utför sekvensen vänd mot yogamattans kortsida medan utövaren av Månhälsningen är vänd mot mattans långsida.
Vid utövning av Månhälsningen både stärks och stretchas en rad muskler så som: armar och axlar, ländrygg, biceps och triceps, core, sätesmuskler, hamstrings, bröstmuskulaturen, höfter, knän, nacke, höftböjarmuskel) och quadriceps.

## Positioner
Månhälsningen består av följande asanas:
| Bild | Svenska            | Sanskrit               | Kommentar                                                          |
| ---- | ------------------ | ---------------------- | ------------------------------------------------------------------ |
|      | Bergsställning     | Tadasana               |                                                                    |
|      | Palmträdsställning | Urdhva Hastasana       |                                                                    |
|      | Halvmånepose       | Anjaneyasana           |                                                                    |
|      |                    | Lunge                  | utfall på ett knä                                                  |
|      | Nedåtgående hund   | Adho Mukha Svanasana   |                                                                    |
|      |                    | Bitilasana             |                                                                    |
|      |                    | Balasana               |                                                                    |
|      | Knäböj             |                        | med lår, kropp och armar som pekar rakt upp                        |
|      |                    | Balasana               | med armbågar på marken, händerna ihop i Anjali Mudra bakom huvudet |
|      |                    | Urdhva Mukha Svanasana |                                                                    |
|      | Nedåtgående hund   | Adho Mukha Svanasana   |                                                                    |
|      |                    | Uttanasana             |                                                                    |
|      | Palmträdsställning | Urdhva Hastasana       |                                                                    |
|      |                    | Pranamasana            |                                                                    |
|      | Bergsställning     | Tadasana               |                                                                    |

Även andra varianter – med andra asanas –  används.